# Miao Yintang
Miao Yintang (xinès simplificat: 缪印堂, pinyin: Miào Yìntáng; Nanjing, gener de 1935 - 31 de juliol de 2017) fou un il·lustrador i ninotaire xinés, conegut pel seu treball amb contes il·lustrats per a xiquets.
De formació autodidacta, Miao comença a publicar a la dècada del 1950, en una publicació socialista anomenada Manhua, realitzant dibuixos donant suport a l'Exèrcit Popular Voluntari durant la Guerra de Corea. Durant la revolució cultural, va passar 10 anys treballant al camp. A partir del 1979, amb la tornada a la normalitat, crea el personatge Keke a la revista de divulgació científica Shi jiushi liliang. A la dècada del 1980, va encunyar el terme manhua científic per a definir el treball d'artistes, com ell, que realitzaven manhua educatiu i de divulgació. En el camp teòric, realitzà assajos sobre el manhua i la seua història, i també era un gran col·leccionista de còmics, i consultor de publicacions com Manhua Dawang o Manhua Yuekang.